# Ding Ning
Ding Ning (chinês: 丁宁: Heilongjiang, 20 de junho de 1990) é uma mesa-tenista chinesa.

## Carreira

### Londres 2012
Ding Ning representou seu país nos Jogos Olímpicos de 2012, na qual conquistou a medalha de ouro por equipes e prata em simples.

### Rio 2016
No individual conseguiu devolver a derrota de quatro anos atrás na final, para a compatriota Li Xiaoxia, e conquistar a medalha de ouro.